# Ломниця (Опольське воєводство)
Ломниця (пол. Łomnica, нім. Lomnitz) — село в Польщі, у гміні Олесно Олеського повіту Опольського воєводства.
Населення — 501 особа (2011).
У 1975-1998 роках село належало до Ченстоховського воєводства.

## Демографія
Демографічна структура станом на 31 березня 2011 року:
|          | Загалом | Допрацездатний вік | Працездатний вік | Постпрацездатний вік |
| -------- | ------- | ------------------ | ---------------- | -------------------- |
| Чоловіки | 251     | 42                 | 184              | 25                   |
| Жінки    | 250     | 39                 | 155              | 56                   |
| Разом    | 501     | 81                 | 339              | 81                   |